# Allenwinden

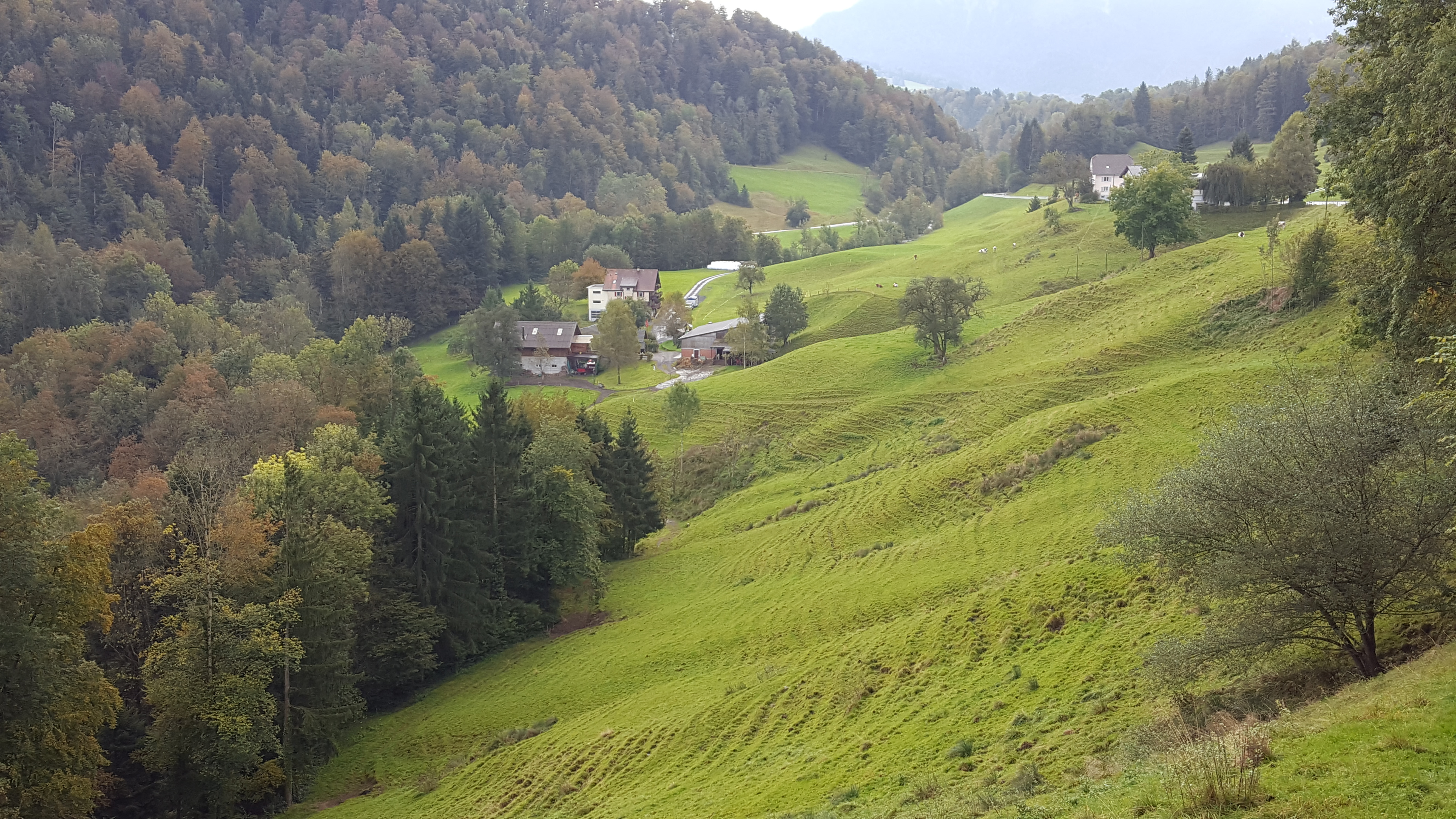
Allenwinden, Aussicht von der Kirche St. Wendelin aus

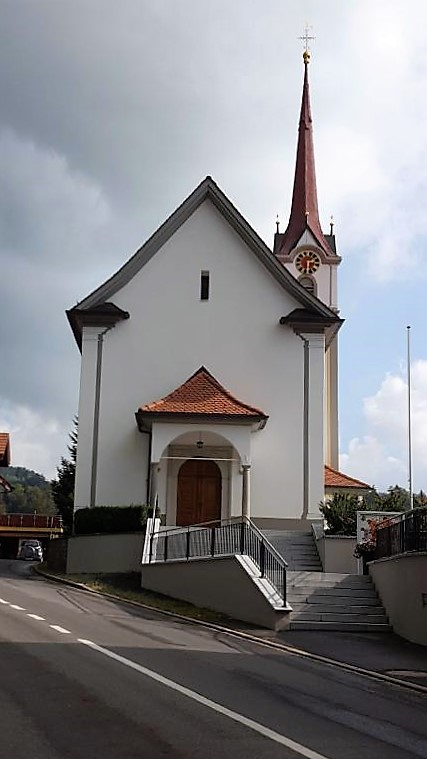
Kirche St. Wendelin in Allenwinden

Historisches Luftbild von Werner Friedli von 1947

Allenwinden ist ein Dorf in der Gemeinde Baar im Schweizer Kanton Zug.

## Geographie
Das Dorf am Zugerberg auf 705 Meter über Meer ist in den letzten Jahren verhältnismäßig stark gewachsen und heute Wohnort von etwa 1'250 Menschen.

## Wappen

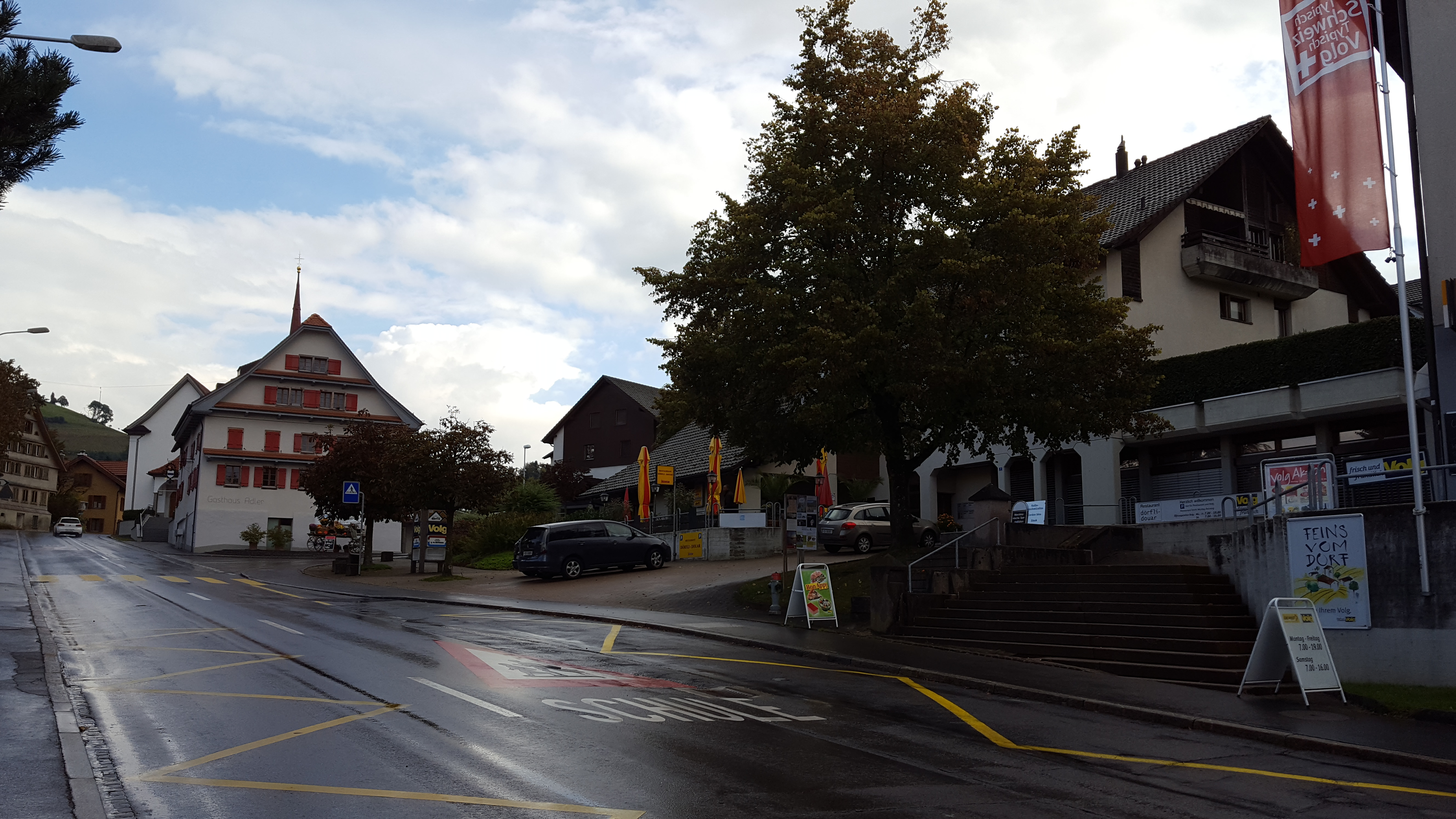
Allenwinden, Hauptstrasse Höhe Volg

Allenwinden ist zwar ein Teil der Gemeinde Baar, trotzdem besitzt es ein eigenes Dorfwappen. Die Grundfarben des Wappens sind Gelb (links), Blau (rechts) und Grün (unten). In der Mitte des Bildes sieht man den heiligen Wendelin mit einem Schaf (rechts).

## Infrastruktur
Buslinien der Zugerland Verkehrsbetriebe bestehen in Richtung Zug und Baar. Eine dritte Verbindung besteht nach Unterägeri. In Allenwinden gibt es einen Kindergarten und eine Primarschule, die Oberstufe wird in Baar (Sekundarschule) oder in Zug (Kantonsschule) besucht.

## Sehenswürdigkeiten
Das Dorfzentrum, vor allem die Dorfkirche St. Wendelin, gilt als Sehenswürdigkeit. Andere Sehenswürdigkeiten sind die Kapelle zu Allenwinden und der Meinrads-Stein.

## Persönlichkeiten
- Thomas Aeschi (* 1979), Politiker (SVP), wuchs in Allenwinden auf
- Martin Pfister (* 1963), Politiker (Die Mitte), wohnt in Allenwinden